# Jeszcze więcej seksistowskich piosenek
Jeszcze więcej seksistowskich piosenek – album muzyczny zespołu Anti Dread wydany w 2005 r. przez wytwórnię Jimmy Jazz Records. Muzyka tworzona przez zespół i prezentowana w ramach tego albumu zaliczana jest do gatunku punk rock, częściowo w stylistyce zbliżonej do punk'77, street punk/oi! i rock and roll. Był to drugi album muzyczny w historii kapeli.

## Historia
Zespół muzyczny Anti Dread powstał w 2003 r., w Szczecinie. Pod koniec tego właśnie roku wytwórnia Jimmy Jazz Records wydała pierwszy, debiutancki album grupy. Otrzymał on tytuł „14 Seksistowskich Piosenek”. Następny, drugi album grupa wydała na początku 2005 r. pod tytułem „Jeszcze Więcej Seksistowskich Piosenek”. W tym czasie, w przeciwieństwie do okresu wydania pierwszego albumu, znany był już skład zespołu i zmiany jakie w nim zachodziły. Bowiem w początkowym okresie działania grupy muzycy występowali niemal incognito, co jednak było nie do utrzymania na dłuższą metę oraz nie było celem członków grupy, a jedynie pewnym eksperymentem. Następny album zespół wydał w 2007 r. Nosił on tytuł „Wszyscy jesteśmy lesbijkami”.

## Album i jego wydanie
Wydawcą albumu była wytwórnia Jimmy Jazz Records. W ramach katalogu tej wytwórni otrzymała ona numer JAZZ 073. Nośnikiem danych dla ścieżki dźwiękowej oraz pliku wideo z teledyskiem była jedna płyta kompaktowa. Została ona umieszczona w opakowaniu standardowym. Wydawnictwo otrzymał następujący kod EAN: 5905674940735 (Barcode: 5 905674 940735). Ponadto płyta otrzymała także inne, następujące identyfikatory: Matrix / Runout: WWW.ROCKERS.PL R41/JAZZ 073; Mould SID Code: IFPI T701.
Producentem i realizatorem oraz osobą odpowiedzialną za design (w tym projekt okładki) był Zdzisław "Dzidek" Jodko. Producentem dla utworu nr 16, który odpowiadał także za jego miksowanie, był Piotr Banach. Natomiast za produkcję i realizację filmu z teledyskiem odpowiedzialnym był Marek Mucha. Nagrań materiału zamieszczonego w albumie dokonano w studiu nagraniowym „Alternatiff Studio”, tłoczenia płyt wykonała firma Digirec z Gliwic, a w wykonaniu i późniejszej dystrybucji uczestniczyły między innymi takie firmy jak: Rockers Production z Wrocławia (rockers.pl), Fonografika z Warszawy, Rockers Publishing z Wrocławia i oczywiście sam wydawca Jimmy Jazz Records.

## Skład zespołu
Zespół wydał ten album w następującym składzie:
- Szymon "Kanister" Jędrol („Blady”) – perkusja
- Mirosław "Planeta małp" Lipniewski – gitara basowa
- "Dydas" („Judeus Rex”) – gitara
- Paweł "Piguła" Czekała – gitara
- Piotr Półtorak („Rudy Piotruś”) – wokal[11][12].

W nagraniach do albumu gościnnie uczestniczyli także:
- Piotr "Skoda" Skotnicki (między innymi The Hunkies, Włochaty) – gitara basowa, gitara
- Marta – wokal w tle, wspierający, chórki
- Mateusz – instrumentach klawiszowych[11][12][21].

## Utwory
| lp. | tytuł                           | czas |
| --- | ------------------------------- | ---- |
| 1   | Wypłata                         | 2:04 |
| 2   | Pierwszy raz                    | 2:28 |
| 3   | Wibrator                        | 2:41 |
| 4   | Kuloodporny                     | 2:25 |
| 5   | Hydraulik                       | 1:54 |
| 6   | Sobotnia noc                    | 4:20 |
| 7   | Kingston radio                  | 2:42 |
| 8   | Nieprzystosowany                | 1:59 |
| 9   | Weekend                         | 2:55 |
| 10  | Miłość to                       | 2:05 |
| 11  | Punkrockowa dziewczyna          | 2:57 |
| 12  | Dzień i noc                     | 3:02 |
| 13  | Chciałbym być twoim chłopakiem  | 2:11 |
| 14  | Stara zabawa                    | 3:00 |
| 15  | Dwa serca                       | 2:52 |
| 16  | Kingston radio (Banach Version) | 2:23 |

Dopełnieniem nagrań dźwiękowych zawartych w albumie jest zamieszczony na płycie kompaktowej plik z nagraniem wideo zawierającym teledysk do utworu „Sobotnia noc”.

## Covery
Pośród utworów zamieszczonych w albumie zamieszczono covery następujących wykonawców:
- The Boys, utwory:
  - „Pierwszy Raz” (tytuł oryginału: „First Time”)
  - „Weekend” (tytuł oryginału: „Weekend”)
- Ramones, utwór „Chciałbym Być Twoim Chłopakiem”[10][12][20].

## Muzyka i teksty
Dokonania zespołu, w tym zawarte w albumie „Jeszcze Więcej Seksistowskich Piosenek”, są zaliczane do gatunku muzycznego jakim jest punk rock, w szczególności w dopatruje się w nich powiązań z nurtem street punk / oi!. Sam album jest pod względem stylistycznym zdecydowanie lżejszy i jeszcze bardziej na luzie w stosunku do pierwszego, debiutanckiego albumu „14 seksistowskich piosenek” wydanego około dwa lata wcześniej. Sami muzycy deklarują, że był to kierunek zamierzony, zaplanowany. Z tego względu poszczególne kompozycje noszą wyraźne znamiona utworów rock and rollowych oraz punk 77, momentami zahaczając o melodic. Ten kierunek jeden z członków zespołu podsumowuje krótko: miało być dla dziewczyn. Ponadto na płycie znalazł się utwór „Dzień i noc” w nurcie reggae. Na końcu albumu zamieszczono także w tym samym stylu zmiksowaną przez Piotra Banacha wersję utworu „Kingston radio”. Niektórzy krytycy dostrzegają w utworach zawartych na tym wydawnictwie także brzmienia rocksteady.
Pod względem tekstowym, jak zresztą sam tytuł albumu sugeruje, jest to kontynuacja tego, co już było znane z albumu pierwszego, ale także z twórczości znanej z zespołu The Analogs. Są więc utwory o dziewczynach (i tych dobrych, i tych złych), miłości, zabawie, fascynacji gangsterskimi klimatami. Choć oprócz tematów ze sporym przymrużeniem oka trafiają się także sprawy poważne.

## Odbiór i opinie
Opinie dotyczące albumu są pozytywne. Zespół wyraźnie, w stosunku do pierwszego swojego wydawnictwa mającego wyraźny street punkowy charakter, znacząco złagodził brzmienie w kierunku punk 77 i rock and roll. Z tego względu pojawiają się oczywiste porównania do takich formacji jak The Vibrators, 999, Ramones. Niewątpliwie więc muzyka zawarta w tym albumie to melodyjne granie z dużą ilością energii i luzu. Do tego stopnia, że niektóre kompozycje ocierają się o melodic i porównywane są do brzmień Super Girl & Romantic Boys. Dokonania zespołu w tym zakresie przyrównywane bywają także do pokrewnego stylistycznie zespołu Bulbulators.
Taki obraz twórczości sprawia, że dokonania zawarte na płycie czasem określane są jako – w dużym uproszczeniu – lżejszy odłam street punkowej grupy The Analogs. Natomiast zdania były podzielone w kwestii tego, która z dwóch płyt była ówcześnie lepsza. Zwolennicy ostrzejszego grania wybierali oczywiście pierwszą z nich („14 Seksistowskich Piosenek”) jako bardzie street punkową, inni uznawali za lepszą drugą z płyt („Jeszcze Więcej Seksistowskich Piosenek”). Ci pierwsi wręcz posuwali się do deprecjonującego określania tego albumu jako „pedalskiego”. W tym kontekście dostrzega się nie tylko zmianę w stylistyce muzycznej oraz wyraźnym urozmaiceniu repertuaru ale i rozwój zespołu pod względem technicznym, wokalnym i muzycznym.
Pewną poszlaką na dobry odbiór twórczości zwartej w tym albumie jest fakt, że sprzedawał się on, jak na Polskie warunki, bardzo dobrze i lepiej niż pierwsza ich płyta. Z tego względu, gdy pierwszy nakład wyczerpał się, to wytwórnia zdecydowała o kolejnym nakładzie albumu.

## Tytuł i kontrowersje
Tytuł płyty „Jeszcze Więcej Seksistowskich Piosenek” niewątpliwie nawiązuje do tytułu pierwszego albumu zespołu „14 Seksistowskich Piosenek” i wskazuje na pewną kontynuację w twórczości, a w szczególności w przekazie płynącym z teksów piosenek. Taki kierunek związany jest z zarzutami kierowanymi do muzyków dotyczącymi rzekomego seksizmu. Częściowo niewątpliwie sprawa ta stanowiła kolejny wątek zarzutów kierowanych do zespołu The Analogs, w którym część muzyków Anti Dread także występowała. Przez pewien okres czasu zresztą, co przyznają sami muzycy, podsycali oni tego typu dywagacje dobrze się przy tym bawiąc. Jak więc wyjaśnili, postanowili sami się okrzyczeć seksistami uprzedzając ewentualne działania feministek i spokojnie oczekując, czy będą w stanie wymyśleć coś innego. Wskazują przy tym, że na konserwatywnej, zaangażowanej części sceny punk, według nich, każde wspomnienie o dziewczynach czy kobietach traktowane jest jako seksizm, a każda kapela punk 77 czy skinhead otrzymuje łatkę seksistowskiej. A przecież interesowanie się dziewczynami to nic złego, tym bardziej, że dziewczyny są bardzo fajne.